# Golpe de Estado en la República del Congo de 1968
Tras varios días de violentos enfrentamientos, el gobierno de Alphonse Massamba-Débat fue derrocado el 4 de septiembre de 1968 por militares que obligaron a dimitir a Massamba-Débat. Alfred Raoul se convirtió entonces en jefe de Estado en funciones hasta enero de 1969, cuando Marien Ngouabi, presidente del mismo partido que había llevado a Massamba-Débat al poder, asumió el control.